# Хакуй (Ісікава)

36°53′37″ пн. ш. 136°46′44″ сх. д. / 36.89361° пн. ш. 136.77889° сх. д.
Хаку́й (яп. 羽咋市, はくいし, МФА: [hakui̯ ɕi̥]) — місто в Японії, в префектурі Ісікава.

## Короткі відомості
Розташоване в центральній частині префектури, на заході півострова Ното, на березі Японського моря. Виникло на основі рибальських портових поселень раннього нового часу. Отримало статус міста 1958 року. Основою економіки міста є рибальство, текстильна промисловість, машинобудування та виготовлення черепиці. В місті розташоване святилище Кета, головний синтоїстський храм провінції Ното. Станом на 1 квітня 2009 площа містечка становила 81,96 км². Станом на 1 липня 2011 населення містечка становило 22 852 осіб.